# Остистая мышца
Остистая мышца (лат. Musculus spinalis) — располагается вдоль остистых отростков позвонков. Топографически подразделяется на три мышцы:
- остистую мышцу груди (лат. Musculus spinalis thoracis), которая начинается от остистых отростков 2—3 верхних поясничных и 2—3 нижних грудных позвонков. Направляясь кверху прикрепляется на остистых отростках II—VIII грудных позвонков
- остистую мышцу шеи (лат. Musculus spinalis cervicis), которая берёт начало от остистых отростков верхних 2-х грудных и двух нижних шейных позвонков. Направляясь кверху заканчивается на остистых отростках II—IV шейных позвонков
- остистую мышцу головы (лат. Musculus spinalis capitis), которая начинается от остистых отростков верхних грудных и нижних шейных позвонков. Прикрепляется рядом с наружным затылочным выступом